# داجات آلکسانیان
داجات پطروسی آلکسانیان (ارمنی: Տաճատ Պետրոսի Ալեքսանյան؛  زادهٔ ۷ مهٔ ۱۸۹۸ - درگذشته ۲۳ مارس ۱۹۷۲) یک فیلسوف، استاد، مترجم اهل ارمنستان بود.

## زندگی‌نامه
در ۷ مهٔ ۱۸۹۸ در قارص به دنیا آمد و از انجمن استادهای سرخ (۱۹۳۲) فارغ‌التحصیل شد. ویلن آلکسانیان و دونارا آلکسانیان پسر و دختر وی هستند. وی در دانشگاه دولتی کوهستانی مسکو فعالیت می‌کرد.  وی همچنین برنده دانشمند شایسته ارمنستان شوروی شده است. وی در ۲۳ مارس ۱۹۷۲ در سن ۷۳ سالگی در ایروان درگذشت.

## یادداشت
1. ↑  փիլիսոփայական գիտությունների թեկնածու